# Psikyo
Psikyo (彩京 saikyō?) fue una desarrolladora Japonesa de video juegos creada en 1992. Se formó con un equipo de personas que trabajaron originalmente en la compañía Video System, específicamente en la saga Aero Fighters. Desde sus inicios Psikyo se ha dedicado generalmente al desarrollo de videojuegos para Arcade donde se han hecho famosos por su trabajo en el género del Shooting y Mahjong. La popularidad de estos títulos han sido lo suficiente para que estos fueran trasladados a consolas.
A mediados de 2002 Psikyo fue adquirida por X-Nauts y posteriormente el 2003 se mencionó que la compañía cerraría sus puertas, sin embargo esto fue negado por X-Nauts. Desde esta compra, nuevos juegos con el logo de Psikyo han aparecido en el mercado, pero creados por equipos de X-Nauts y no de Psikyo.
Psikyo  es conocida en la comunidad de fanáticos del género del Shooting por su juego Strikers 1945 y sus secuelas, así también por Gunbird. En el lado del Mahjong la compañía es conocida por la saga Taisen Hot Gimmick. Psikyo también es conocido por sus "segundos loops" en sus juegos de naves, que consisten en una nueva dificultad extremadamente alta una vez que uno termina el juego.
La empresa cerró en 2005.

## Lista de juegos desarrollados por Psikyo
- Samurái Aces / Sengoku Ace - 1993 - Arcade
- Battle K-Road - 1994 - Arcade
- Gunbird - 1994 - Arcade
- Strikers 1945 - 1995 - Arcade
- Gunbird - 1995 - PlayStation
- Gunbird - 1995 - Saturn
- Sengoku Blade: Sengoku Ace Episode II - 1996 - Arcade
- Sengoku Blade: Sengoku Ace Episode II - 1996 - Saturn
- Strikers 1945 - 1996 - PlayStation
- Strikers 1945 - 1996 - Saturn
- Sol Divide - Sword of Darkness - 1997 - Arcade
- Strikers 1945 II - 1997 - Arcade
- Taisen Hot Gimmick - 1997 - Arcade
- Zero Gunner - 1997 - Arcade
- Daraku Tenshi: The Fallen Angels - 1998 - Arcade
- Gunbird 2 - 1998 - Arcade
- Pilot Kids - 1998 - Arcade
- Space Bomber - 1998 - Arcade
- Taisen Hot Gimmick Kairakuten - 1998 - Arcade
- Sol Divide - Sword of Darkness - 1998 - PlayStation
- Sol Divide - Sword of Darkness - 1998 - Saturn
- Strikers 1945 II - 1998 - PlayStation
- Strikers 1945 II - 1998 - Saturn
- Strikers 1945 III / Strikers 1999 - 1999 - Arcade
- Strikers 1945 Plus - 1999 - Arcade
- Taisen Hot Gimmick 3 Digital Surfing 1999 - Arcade
- Dragon Blaze - 2000 - Arcade
- Lode Runner - The Dig Fight - 2000 - Arcade
- Quiz de Idol! Hot Debut - 2000 - Arcade
- Cannon Spike (licenciado por Capcom) - 2000 - Arcade
- Cannon Spike (licenciado por Capcom) - 2000 - Dreamcast
- Ikuze! Onsen Takkyuu!! - 2000 - PlayStation 2
- Gunbird 2 - 2000 - Dreamcast
- Gunbarich - 2001 - Arcade
- Zero Gunner 2 - 2001 - Arcade
- Taisen Net Gimmick: Capcom & Psikyo All Stars (licenciado por Capcom) - 2001 - Dreamcast
- Zero Gunner 2 - 2002 - Dreamcast
- G-Taste - 2003 - PlayStation 2